# Goose River (Manitoba och Saskatchewan)
Goose River är ett vattendrag i provinserna Manitoba och Saskatchewan i Kanada. Det ligger till största delen i Manitoba där det rinner mot sydväst från Athapapuskow Lake genom Goose Lake och vidare till gränsen mot Saskatchewan. I Saskatchewan fortsätter Goose River en kort sträcka till sin mynning i Sturgeon-weir River.